# 奧蒂戈 (紐約州村)
奧蒂戈（英語：Otego）是位於美國紐約州奧齊戈縣的村。

## 人口
根據2020年美國人口普查的數據，奧蒂戈的面積為3.00平方千米，皆為陸地。當地共有人口875人，而人口密度為每平方千米292人。